# NFE2L1
El factor 1 asociado al factor nuclear eritroide 2 (NFE2L1) es un factor de transcripción codificado en humanos por el gen NFE2L1.

## Interacciones
La proteína NFE2L1 ha demostrado ser capaz de interaccionar con:
- c-Jun[4]